# San Giacomo delle Segnate
San Giacomo delle Segnate is een gemeente in de Italiaanse provincie Mantua (regio Lombardije) en telt 1745 inwoners (31-12-2004). De oppervlakte bedraagt 16,3 km², de bevolkingsdichtheid is 106 inwoners per km².

## Demografie
San Giacomo delle Segnate telt ongeveer 650 huishoudens. Het aantal inwoners daalde in de periode 1991-2001 met 8,3% volgens cijfers uit de tienjaarlijkse volkstellingen van ISTAT.
| Jaar | Inwoneraantal |
| ---- | ------------- |
| 1991 | 1858          |
| 2001 | 1704          |

## Geografie
San Giacomo delle Segnate grenst aan de volgende gemeenten: Concordia sulla Secchia (MO), Quistello, San Giovanni del Dosso.

## Geboren
- Vasco Bergamaschi (1909-1979), wielrenner

## Villa Arrigona

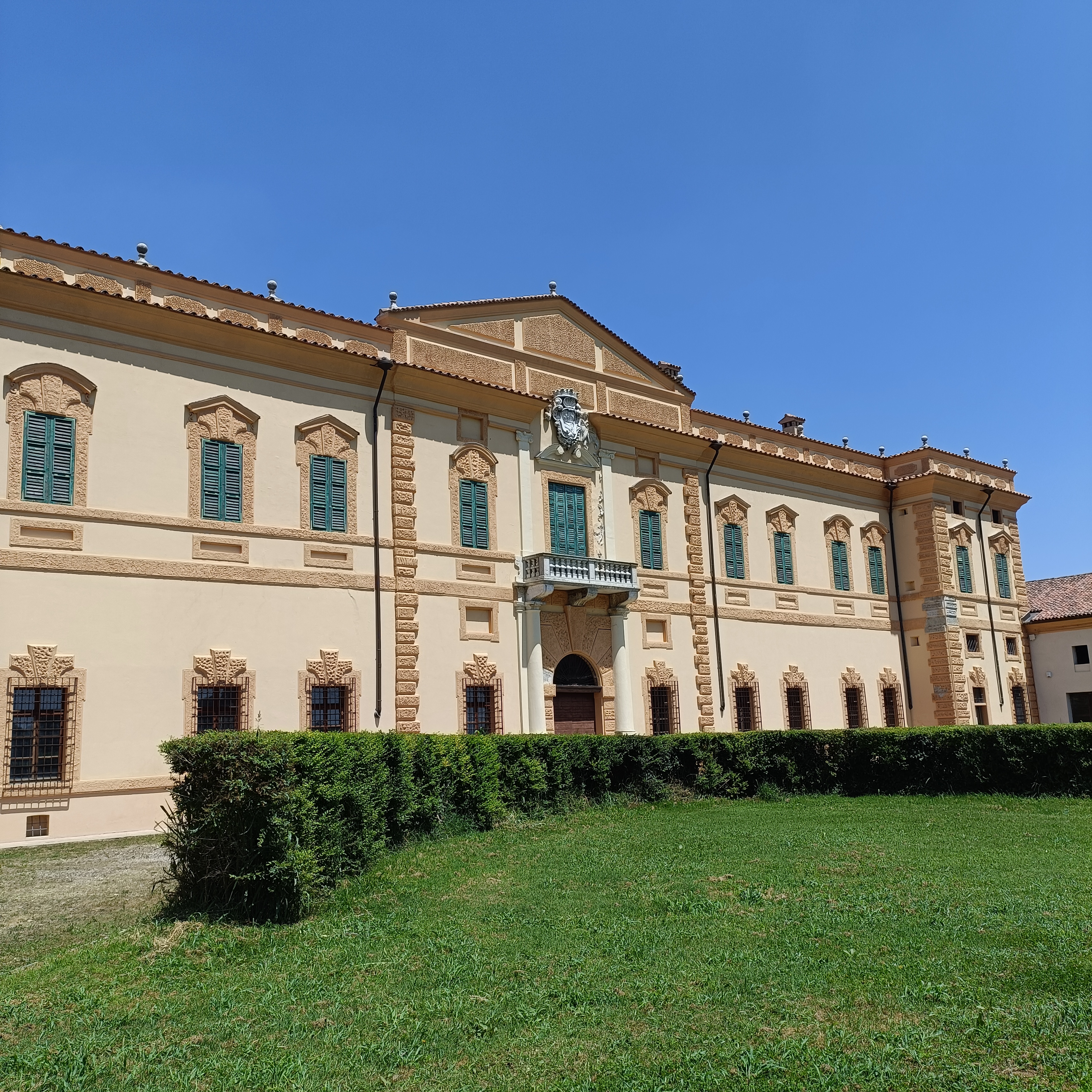
Facade Villa Arrigona

De Villa Arrigona in San Giacomo delle Segnate wordt beschouwd als een van de belangrijkste villa's in de provincie Mantua. De villa werd tussen 1619 en 1622 gebouwd in opdracht van graaf Pompeio Arrigoni van de adellijke familie Arrigoni door de architect Antonio Maria Viani, die in dienst was van de Gonzaga van Mantua.
De villa was een statig landgoed en werd grotendeels seizoensgebonden bewoond. Het gebouw bestaat uit twee verdiepingen met aangrenzend een laatbarok oratorium, park en cultureel gebied. De gevel wordt gekenmerkt door een timpaan die doet denken aan het Palazzo del Te, waaronder het grote stenen familiewapen opvalt. Tijdens de aardbeving van mei 2012 werd het gebouw zwaar beschadigd, hoewel de fresco's op de begane grond onbeschadigd bleven. De volgende uitgebreide renovaties zijn in 2019 voltooid.
Het park van de villa heeft een oppervlakte van 100.000 m².
Acquanegra sul Chiese · Asola · Bagnolo San Vito · Bigarello · Borgoforte · Borgofranco sul Po · Bozzolo · Canneto sull'Oglio · Carbonara di Po · Casalmoro · Casaloldo · Casalromano · Castel Goffredo · Castel d'Ario · Castelbelforte · Castellucchio · Castiglione delle Stiviere · Cavriana · Ceresara · Commessaggio · Curtatone · Dosolo · Felonica · Gazoldo degli Ippoliti · Gazzuolo · Goito · Gonzaga · Guidizzolo · Magnacavallo · Mantua · Marcaria · Mariana Mantovana · Marmirolo · Medole · Moglia · Monzambano · Motteggiana · Ostiglia · Pegognaga · Pieve di Coriano · Piubega · Poggio Rusco · Pomponesco · Ponti sul Mincio · Porto Mantovano · Quingentole · Quistello · Redondesco · Revere · Rivarolo Mantovano · Rodigo · Roncoferraro · Roverbella · Sabbioneta · San Benedetto Po · San Giacomo delle Segnate · San Giorgio di Mantova · San Giovanni del Dosso · San Martino dall'Argine · Schivenoglia · Sermide · Serravalle a Po · Solferino · Sustinente · Suzzara · Viadana · Villa Poma · Villimpenta · Virgilio · Volta Mantovana
1. ↑  https://demo.istat.it/?l=it.